# Most (dokumentarni film)
Most, hrvatski dokumentarni film iz 2018. godine redatelja Bernarda Karakaša i Borisa Predmerskog. Snimljen je u režiji SBFILM-a. U filmu se pripovjeda o ratnim zbivanjima 2. svibnja 1992. godine nad slavonskobrodskim nebom. U filmu svjedočanstva su iznijeli akteri događanja i hrvatski branitelji - pripadnici protuzračne obrane grada, civili koji su preživjeli napade, novinari, ondašnji gradonačelnik i ostali. U filmu je osim arhivskih video i fotomaterijala rabljena i trodimenzijska simulacija bitke nad Slavonskim Brodom. 2. svibnja 1992. hrvatska protuzračna obrana izvojevala je veliku pobjedu nad JNA. JNA je radi rušenja mosta između Slavonskog i Bosanskog Broda pokrenula svoju najveću ikad zračnu operaciju. Dana 2. svibnja su dvjema borbenim eskadrilama bombardirali Slavonski Brod pokušavajući srušiti most. U drugom naletu hrvatski branitelji su iskoristili neprijateljevu pogrešku te su u manje od 3 minute srušili 6 zrakoplova (srušila 6 zrakoplova MIG-21 i oštetila 1 MIG-29) i poremetili planove napadačima. Osim što su srušili i onesposobili zrakoplove, omeli su plan rušenja mosta. Cijelih sedam mjeseci nisu uspjeli srušiti most. Posljedica silnih zrakoplovnih i topničkih napada je da je u Slavonskom Brodu je 1992. godine velikosrpski agresor ubio 27 djece.